# Distretto di Tingo de Saposoa
Il distretto di Tingo de Saposoa è uno dei sei distretti della provincia di Huallaga, in Perù. Si trova nella regione di San Martín e si estende su una superficie di 37,29 chilometri quadrati.

Istituito il 8 maggio 1936, ha per capitale la città di Tingo de Saposoa; al censimento 2005 contava 847 abitanti.